# Glipa guamensis
Glipa guamensis là một loài bọ cánh cứng trong họ Mordellidae. Loài này được Blair miêu tả khoa học năm 1942.